# فدراسیون دو و میدانی بریتانیا
فدراسیون دو و میدانی بریتانیا (انگلیسی: UK Athletics) سازمان اداره کننده ورزش دو و میدانی در کشور بریتانیا است.
این فدراسیون که در سال ۱۹۹۹ تاسیس شده مقر آن در شهر بیرمنگام قرار دارد.